# کوین بدلی
کوین بدلی (انگلیسی: Kevin Baddeley؛ زادهٔ ۱۲ مارس ۱۹۶۲) بازیکن فوتبال است.
از باشگاه‌هایی که در آن بازی کرده‌است می‌توان به باشگاه فوتبال بریستول سیتی، باشگاه فوتبال ویلدستون، باشگاه فوتبال چلتنهام تاون، و باشگاه فوتبال سوئیندون تاون اشاره کرد.